# Drakenfontein ('s-Hertogenbosch)
De Drakenfontein is de bekendste fontein van de gemeente 's-Hertogenbosch. Het beeld op de fontein stelt een draak voor. Oorspronkelijk zou het een drinkfontein moeten worden, maar die functie heeft het nooit vervuld. De fontein staat midden op de kruising van de Stationsweg en de Koninginnenlaan, pal aan de centrumzijde van station 's-Hertogenbosch.

## Inleiding
Het standbeeld is geplaatst in 1903 en was onderdeel van een wedstrijd die door de gemeente was uitgeschreven. Jonkheer Bosch van Drakesteijn, Commissaris van de Koning(in) in Noord-Brabant van 1856 tot zijn overlijden in 1894, had een legaat van 10.000 gulden vermaakt aan de gemeente 's-Hertogenbosch om een gedenkteken op te richten voor zijn tweelingdochters, die in 1881 op 17-jarige leeftijd waren overleden. Het standbeeld zou aanvankelijk vlak voor het station komen te staan, maar het is iets verder naar het oosten geplaatst, in de richting van de binnenstad.
Er werd een wedstrijd uitgeschreven. De gebroeders De Leeuw uit Nijmegen wonnen deze, maar de Draak is niet naar hun ontwerp gemaakt. Architect van 't Zand Jules Dony kreeg de opdracht een ontwerp te maken voor de drakenfontein. De draak en de kleine draken zijn gefabriceerd bij de firma F.W. Braat in Delft. De sokkel is gemaakt door de firma N. Glaudemans, een steenhouwerij.
In 1959 werd de tunnel onder de draak aangelegd. De tunnel verbond de Koningsweg met het Koningin Emmaplein, zodat het autoverkeer dat van noord naar zuid ging, of andersom, geen hinder had van het overige verkeer van en naar het station. De fontein heeft toen tijdelijk voor het station gelegen. De zaagsneden in de zuil zijn nog goed zichtbaar en zijn nog stille getuigen van deze gebeurtenis. Nadat de tunnel klaar was, is de Drakenfontein weer helemaal opgebouwd.

## Waarom een Draak?
Er zijn twee verklaringen waarom het beeld op de fontein een draak is.

### Draak van een stad
's-Hertogenbosch is van oudsher deels gelegen in een moerasgebied. De omgeving van de stad was makkelijk onder water te zetten. De stad werd door Joost van den Vondel de Moerasdraak genoemd en gold als een onneembare vesting. In 1629 wilde stadhouder Frederik Hendrik 's-Hertogenbosch veroveren. De inwoners van de 's-Hertogenbosch maakten zich aanvankelijk geen zorgen vanwege de drassige ondergrond, maar door het gebied rond de stad droog te malen lukte het Frederik Hendrik toch om de stad in te nemen.

### Commissaris Jhr. P.J. Bosch van Drakestein
De gebruikelijke verklaring is, dat het verwijst naar de achternaam van de legator. De draak houdt een schild vast met het familiewapen van Bosch van Drakenstein.

## 2000 en 2001
Op 12 oktober 2000 viel de draak van zijn sokkel en moest de stad het zonder de draak doen. Niemand raakte gewond. Wel raakte een van de vier bronzen draken die op de grond staan beschadigd. Dat de draak viel was het gevolg van roestvorming bij de aanhechting van het stalen skelet, wat vrij normaal is na 97 jaar. De restauratie zou in eerste instantie een half jaar duren.
Uiteindelijk op 14 december 2001 werd de Draak, geheel opnieuw verguld, weer teruggeplaatst. Bij de terugplaatsing, is er in de staart van de draak een potje gestopt. In dat potje zit een tekening, foto en een blaadje bladgoud. Zo zal het in de toekomst mogelijk zijn de draak te restaureren naar oorspronkelijk ontwerp.

## Bijnamen
- Gouden draak
- Moerasdraak
- Draakrotonde
- Stationsdraak
- Standbeeld voor de schoonmoeders